# Lüling
Lüling (kinesiska: 吕陵镇, 吕陵) är en köping i Kina. Den ligger i provinsen Shandong, i den östra delen av landet, omkring 220 kilometer sydväst om provinshuvudstaden Jinan. Antalet invånare är 51967. Befolkningen består av 25 880 kvinnor och 26 087 män. Barn under 15 år utgör 19,0 %, vuxna 15-64 år 71 %, och äldre över 65 år 9,0 %.
Genomsnittlig årsnederbörd är 692 millimeter. Den regnigaste månaden är juli, med i genomsnitt 209 mm nederbörd, och den torraste är januari, med 4 mm nederbörd.